# Demokratický blok
Demokratický blok bylo dočasné uskupení čtyř středopravicových politických stran (ODS, KDU-ČSL, TOP 09 a STAN), které vzniklo 15. listopadu 2017 za účelem společného postupu při ustavení Poslanecké sněmovny po volbách v roce 2017, kdy se do sněmovny dostalo celkem devět politických stran a hnutí. Blok měl dohromady 48 poslanců. Toto uskupení podle komentátorů připomínalo Čtyřkoalici z roku 1998, která vznikla jako protiváha opoziční smlouvy. Především z názorové protistrany byl blok i po formálním ukončení své činnosti nazýván pejorativně jako „demoblok“. Tento výraz, neologismus, se dostal např. do pořadu Jaromíra Soukupa Moje zprávy na TV Barrandov.

## Cíle
Demokratický blok měl za cíl svými návrhy férově a rychle ustavit dolní komoru Parlamentu a zpřehlednit situaci pro voliče. Kluby se zavázaly postupovat jednotně a předložit společné kandidátky pro ustanovení výborů podle zásady poměrného zastoupení a ustanovení komisí většinovým způsobem. V rámci společné dohody si zastoupené strany definovaly tyto body:
1. Poslanecké kluby ODS, KDU-ČSL, TOP 09 a STAN a se shodly na společném postupu při ustanovování orgánů PSP ČR na počátku VIII. volebního období.
2. Uvedené kluby se podle článku 7 přílohy č. 2 zákona č. 90/1995 o jednacím řádu PSP ČR sdružují pro účely voleb konaných na ustavující a následných schůzích PSP ČR pod názvem Demokratický blok.
3. Kluby se zavazují postupovat jednotně a předložit společné kandidátky pro ustanovení výborů podle zásady poměrného zastoupení a ustanovení komisí většinovým způsobem.
4. Kluby se zavazují hledat shodu i k většinovým volbám a předkládat společné kandidáty.
5. Kluby zastupují celkem 27,61 % voličů, což představuje 1,4 milionů hlasů. Kluby se v rámci demokratické kontroly vlády shodly na těchto pozicích pro zástupce sdruženého klubu:
  - Dvě místa ve vedení Sněmovny
  - Předsednictví těchto výborů: Bezpečnostní, Výbor pro obranu, Mandátový a imunitní výbor, Školský výbor, Ústavně právní výbor, Zahraniční výbor, Hospodářský výbor
  - Předsednictví těchto komisí: Stálá komise pro kontrolu činnosti BIS, Stálá komise pro kontrolu činnosti VZ, Stálá komise pro kontrolu použití odposlechu a záznamu telekomunikačního provozu, Stálá komise pro kontrolu činnosti FAU
6. Kluby se shodly, že nebudou volit do funkce předsedy Poslanecké sněmovny nomináta hnutí ANO. Současně se zavazují ke konzultacím a snaze hledat společné postoje i k personálním nominacím ostatních politických subjektů.